# Hauterive (Neuchâtel)
Hauterive (toponimo francese) è un comune svizzero di 2 692 abitanti del Canton Neuchâtel.

## Geografia fisica

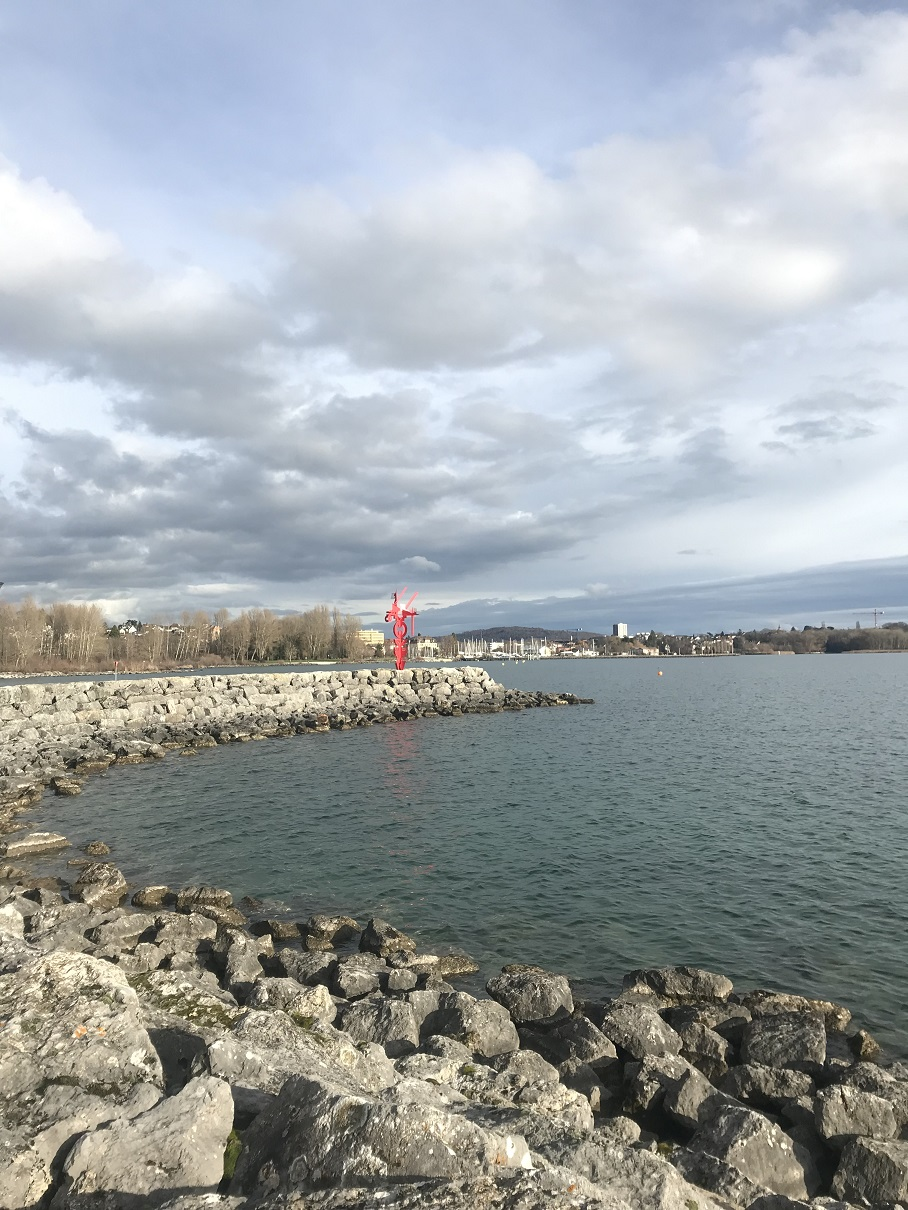
Il lago di Neuchâtel presso Hauterive

Il territorio del comune di Hauterive si estende ai piedi del monte Chaumont e si affaccia sul lago di Neuchâtel.

## Storia

### Preistoria
Hauterive dà il nome all'Hauteriviano, uno degli stadi stratigrafici in cui è suddiviso il Cretacico inferiore. Numerosi siti archeologici, sotterranei o sotto le acque del lago di Neuchâtel, attestano la presenza umana nell'area dell'attuale Hauterive dal magdaleniano (13500 a.C.) e dall'aziliano (10300 a.C.) al neolitico (un sito della cultura di Cortaillod risalente al 3810 a.C. e uno della cultura di Horgen risalente al 3242-3236 a.C.), fino all'età del bronzo finale (villaggio risalente al 1050-860 a.C.).

## Monumenti e luoghi d'interesse
- Siti archeologici preistorici.

## Società

### Evoluzione demografica
L'evoluzione demografica è riportata nella seguente tabella:
Abitanti censiti

## Cultura

### Musei

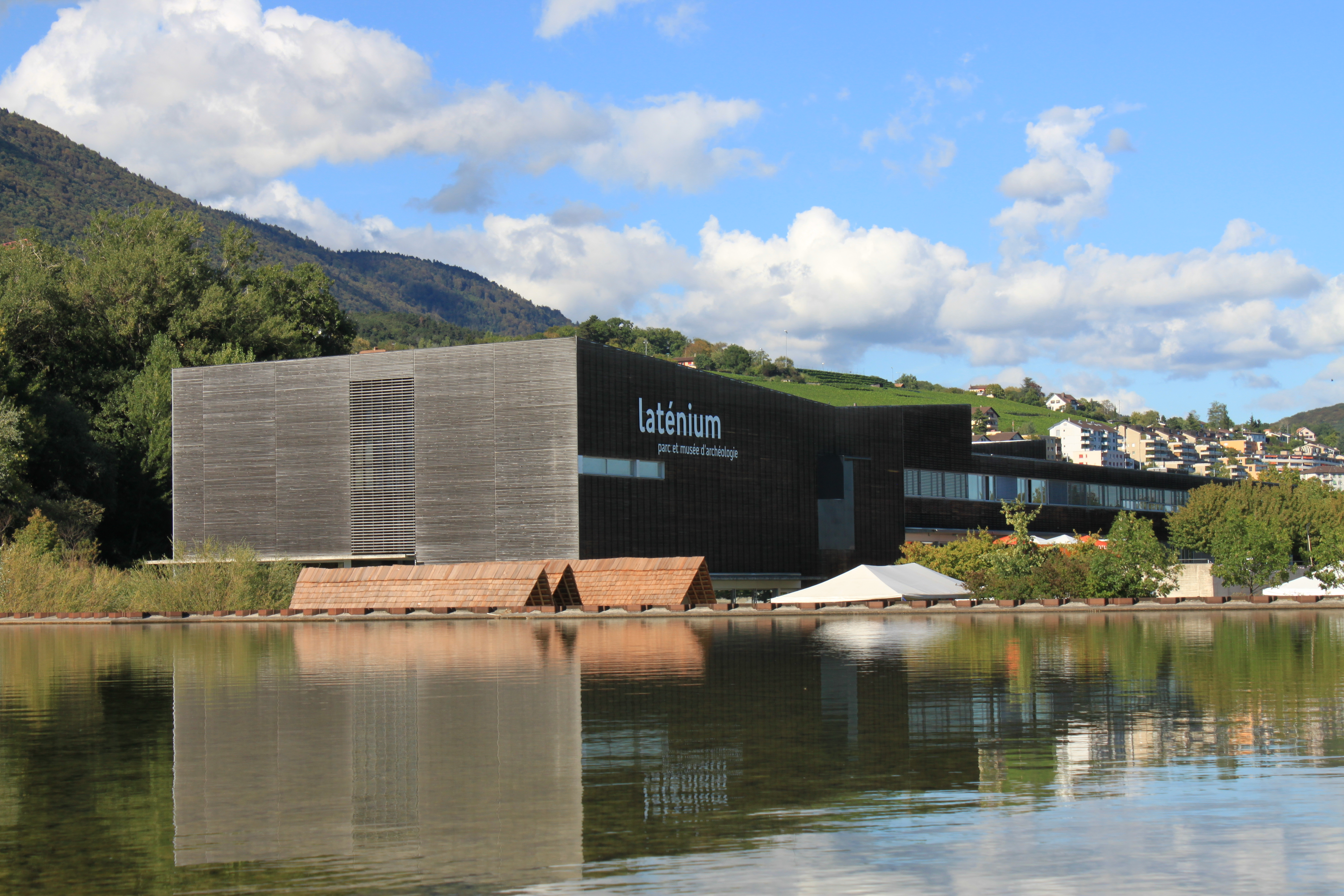
Il Laténium

- Laténium, parco e museo di archeologia di Neuchâtel inaugurato nel 2001[3]; deve il suo nome alla cultura di La Tène;
- Galleria 2016, galleria d'arte sita nel fabbricato che ospitava il forno comunale[senza fonte]

## Economia
L'economia locale si basa prevalentemente sul settore primario (viticoltura) e sul pendolarismo in uscita verso Neuchâtel.

## Infrastrutture e trasporti
Il comune di Hauterive è servito dalla rete filoviaria di Neuchâtel.